# Chon Jongwon

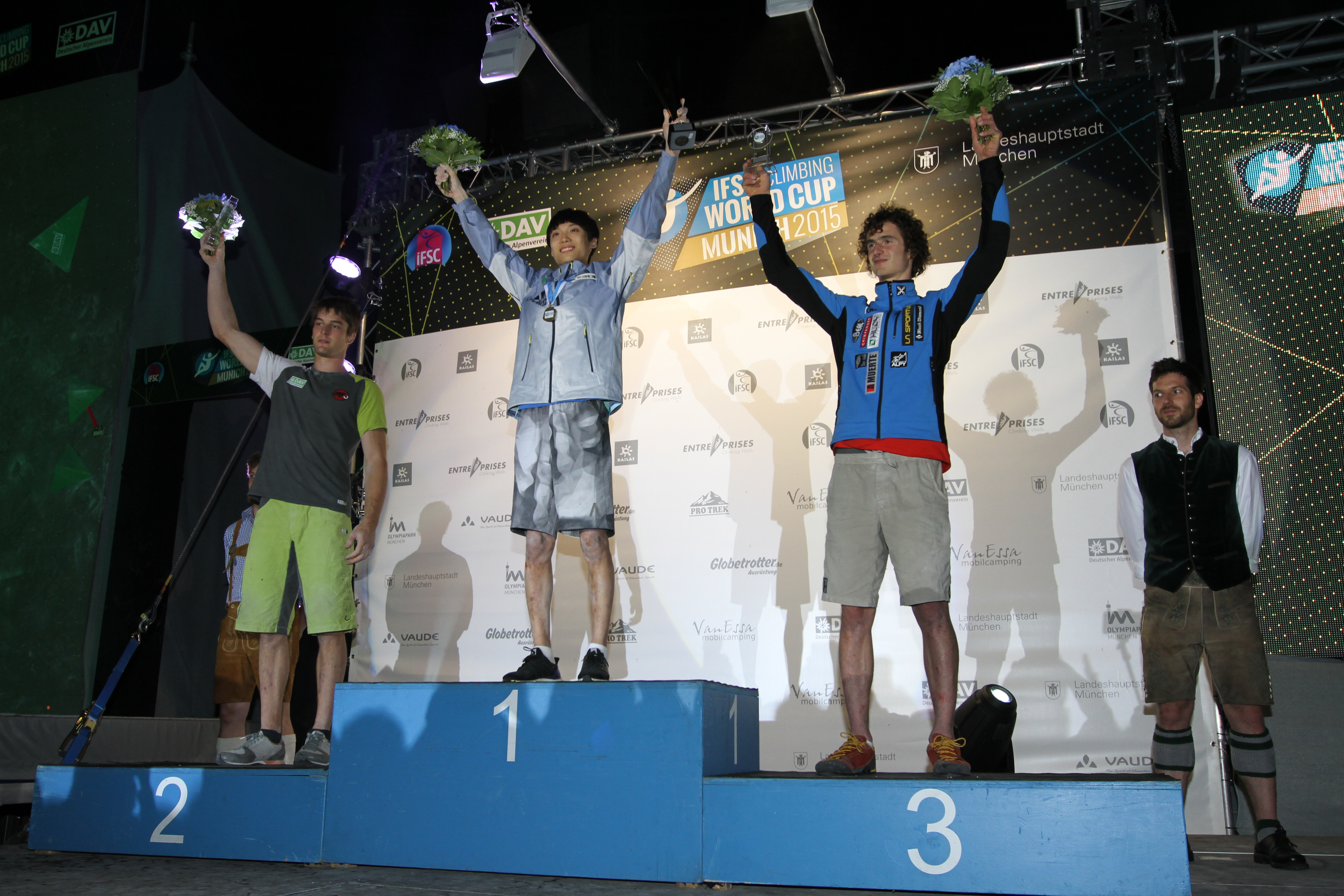
Jongwon Chon, Jan Hojer und Adam Ondra als Sieger im Gesamtweltcup 2015.

Chon Jongwon (in koreanischer Schrift: 천종원; * 7. Februar 1996 in Seoul) ist ein südkoreanischer Sportkletterer, der 2015 und 2017 Sieger im Gesamtweltcup in der Disziplin Bouldern wurde, 2018 belegte er den zweiten Platz im Bouldern auf den Weltmeisterschaften.
Chon trat 2012 im Alter von 16 Jahren erstmals bei internationalen Jugendwettkämpfen an und wurde 2013 Zweiter in der Asiatischen Jugend-Meisterschaft. Seit 2014 klettert er im Weltcup der Erwachsenen. Chon hatte in der Vergangenheit auch an Wettbewerben in den Disziplinen Lead und Speed teilgenommen, sich aber im Weltcup auf das Bouldern spezialisiert. Bereits im ersten Jahr im Weltcup kam er zweimal ins Finale und erreichte jeweils den 4. Platz. Die Saison schloss er auf dem 9. Gesamtrang ab.
2015 kam er viermal ins Finale eines Weltcups und belegte in Toronto den sechsten, in Chongqing den zweiten, in Haiyang den ersten und in München den dritten Platz. Diese Platzierungen reichten für den Gesamtsieg in der Saison vor dem Deutschen Jan Hojer und dem Tschechen Adam Ondra.
2016 belegte er beim Boulderweltcup in Chongqing den 3. Platz. Zudem erreichte er beim Weltcup in Navi Mumbai den vierten Platz. Außerdem errang er in Innsbruck den Tagessieg. Bei den Asienmeisterschaften in Duyun belegte er den dritten Platz. Er gewann 2016 außerdem den Wettbewerb La Sportiva Legends Only.
Im Boulder-Weltcup 2017 gewann er die Wettkämpfe in Chongqing, Vail und Navi Mumbai. In Nanjing und München wurde er Vierter. Das reichte zum erneuten Gesamtsieg im Bouldern. Aufgrund der kombinierten Wertung – das heißt Bouldern, Lead und Speed – beim ersten olympischen Auftritt des Sportkletterns bei den Olympischen Spielen in Tokio 2020 trat er 2017 auch in der Nachbardisziplin Lead an. Darin kam er zweimal ins Finale.
2018 belegte er bei der Weltmeisterschaft in Innsbruck im Bouldern den zweiten Platz  hinter Kai Harada.
Da die Asienmeisterschaft 2020 aufgrund von Reisebeschränkungen für die Teilnehmer aufgrund der COVID-19-Pandemie abgesagt wurde, qualifizierte sich Chon ersatzweise für die infolge der Pandemie nach 2021 verschobenen Olympischen Sommerspiele 2020 als Höchstplatzierter in der Rangliste, der noch nicht qualifiziert war. Dort erreichte er in der Qualifikation den zehnten Platz und verpasste so die Qualifikation für das Finale. Er startet für die Korean Alpine Federation.